# Richard A. Kowalski
Richard A. Kowalski (1963.), američki astronom. 
Od 1999. surađivao s JPL-om na istraživanjima misije Deep Space 1. Od 2005. godine surađuje na projektu Catalinskog nebeskog pregleda u čijem ambijentu je otkrio asteroide 2008 TC3 e 2014 AA, prva dva objekta kojima je predviđen budući sudar sa Zemljom. Po njemu je nazvan asteroid 7392 Kowalski.

## Otkrića
Otkrio je neperiodične komete C/2014 U3 Kowalski, C/2016 E2 Kowalski i C/2016 Q4 Kowalski te periodične komete P/2005 W3 Kowalski, 391P/Kowalski, P/2007 T2 Kowalski, P/2009 Y2 Kowalski, P/2011 S2 Kowalski, P/2013 G1 Kowalski, 384P/Kowalski i bio suotkrivačem kometa 226P/Pigott-LINEAR-Kowalski koji je rezultat izgubljena kometa koju je 1783. promatrao Edward Pigott. Minor Planet Center mu pridaje otkriće asteroida 14627 Emilkowalski ostvareno 7. studenoga 1998.

## Note
1. ↑  IAU. 7392 Kowalski (engleski) Nepoznati parametar |accesdateo= zanemaren (pomoć)
2. ↑  IAU Minor Planet Center (ur.). Abecedni popis otkrivatelja kometa (engleski). Pristupljeno 27. rujna 2014.